# Hua Tuo

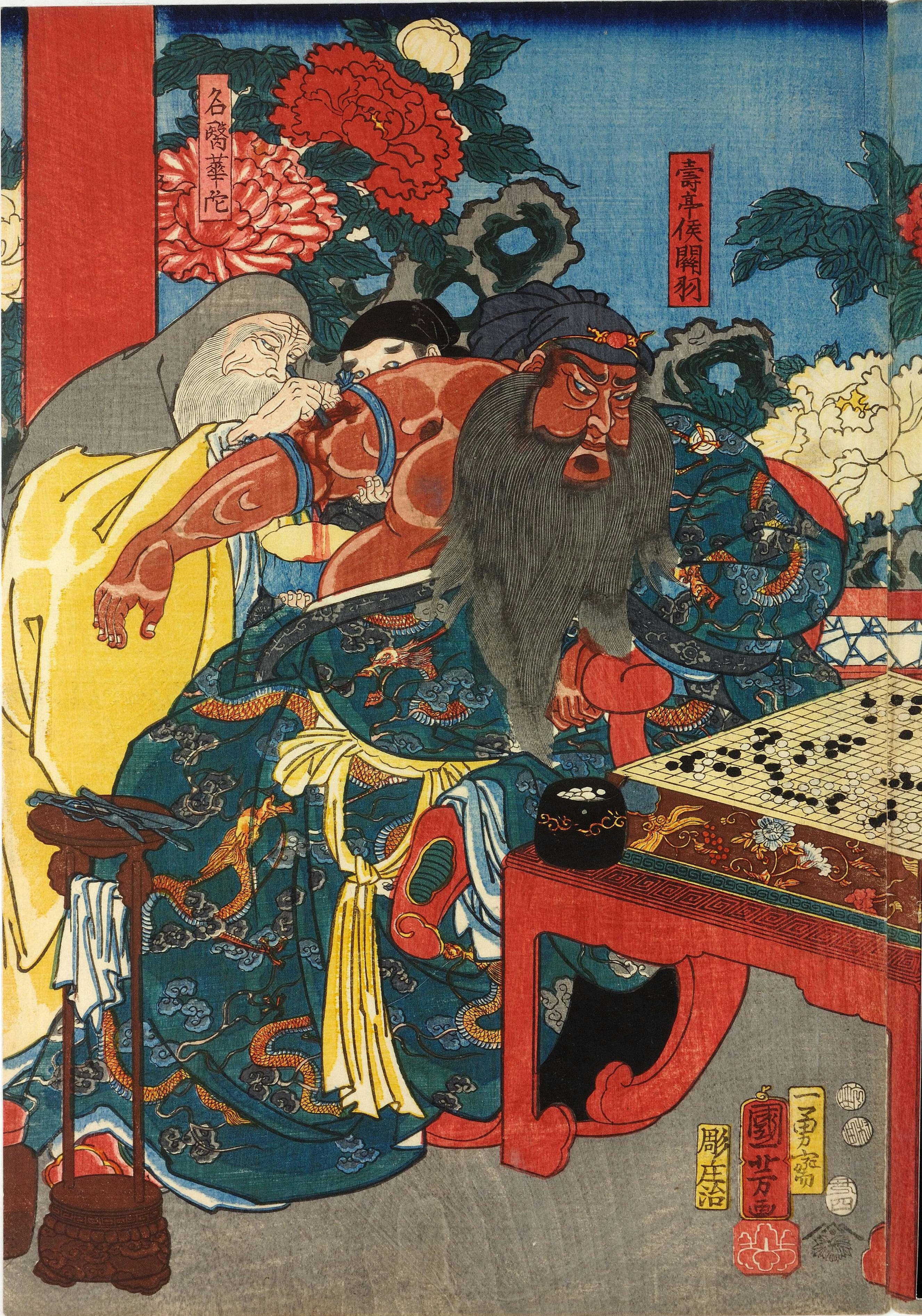
Hua Tuo tratându-l pe Guan Yu în timp ce acesta joacă go, gravură japoneză din secolul al XIX-lea

Hua Tuo (110 - 207 sau 208) a fost un celebru chirurg chinez din timpul dinastiei Han. I se atribuie descoperirea narcozei și a tehnicii deschiderilor abdominale.

## Biografie
Detalii privind viața sa se află în relatările conducătorului de oști Cao Cao (155 - 220). Hua Tuo i-a tratat durerile de cap de care suferea frecvent și aceasta prin intermediul acupuncturii.

## Activitate

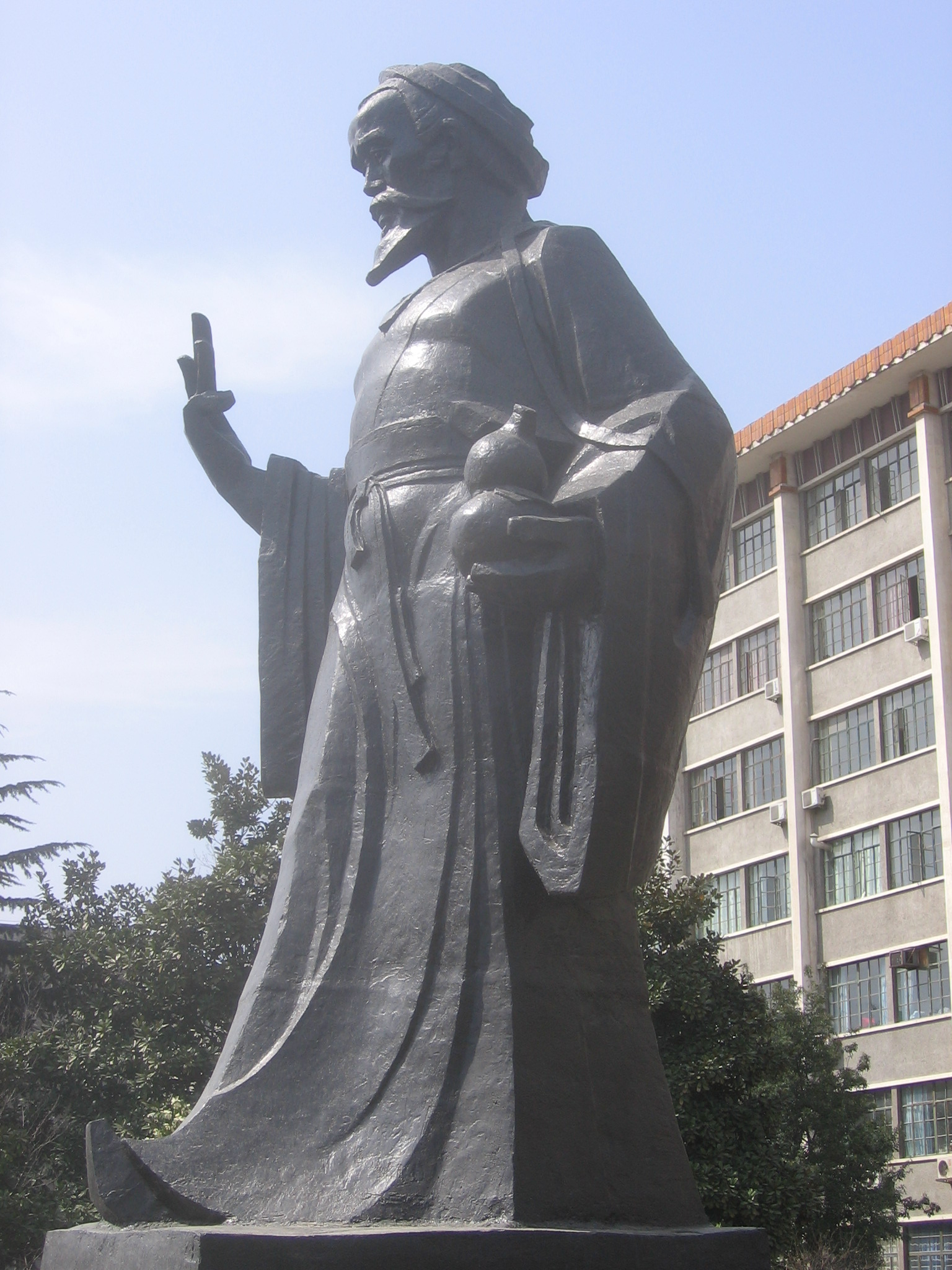
Statuia lui Hua Tuo din fața Colegiului de Medicină Tradițională Chineză

Cronicile epocii relatează despre faimoasele sale operații (laparotomie, litotomie, grefe de organe, rezecții intestinale) realizate sub anestezie cu cânepă indiană. De asemenea, Hua Tuo a inventat și a introdus sutura post-chirurgicală, ungerea inflamațiilor, tratamentul împotriva ascaridiozei.
Ca procedee terapeutice, Hua Tuo recomandă și balneoterapia și hidroterapia.
Hua tuo a fost unul dintre primii medici care a recomandat gimnastica drept metodă de vindecare și menținere a săntății. A descris cinci serii de mișcări, care imită diverse animale: tigrul, cerbul, ursul, maimuța, cocorul.